# Chromonephthea serratospiculata
Chromonephthea serratospiculata is een zachte koraalsoort uit de familie Nephtheidae. De koraalsoort komt uit het geslacht Chromonephthea. Chromonephthea serratospiculata werd in 1951 voor het eerst wetenschappelijk beschreven door Utinomi. 